# Дасиподий, Конрад
Конрад Дасиподий (лат. Conrad Dasypodius, известен также Konrad Rauhfuss, ок. 1532  — 1600) — швейцарско-французский математик и астроном, профессор Страсбургского университета.

## Биография

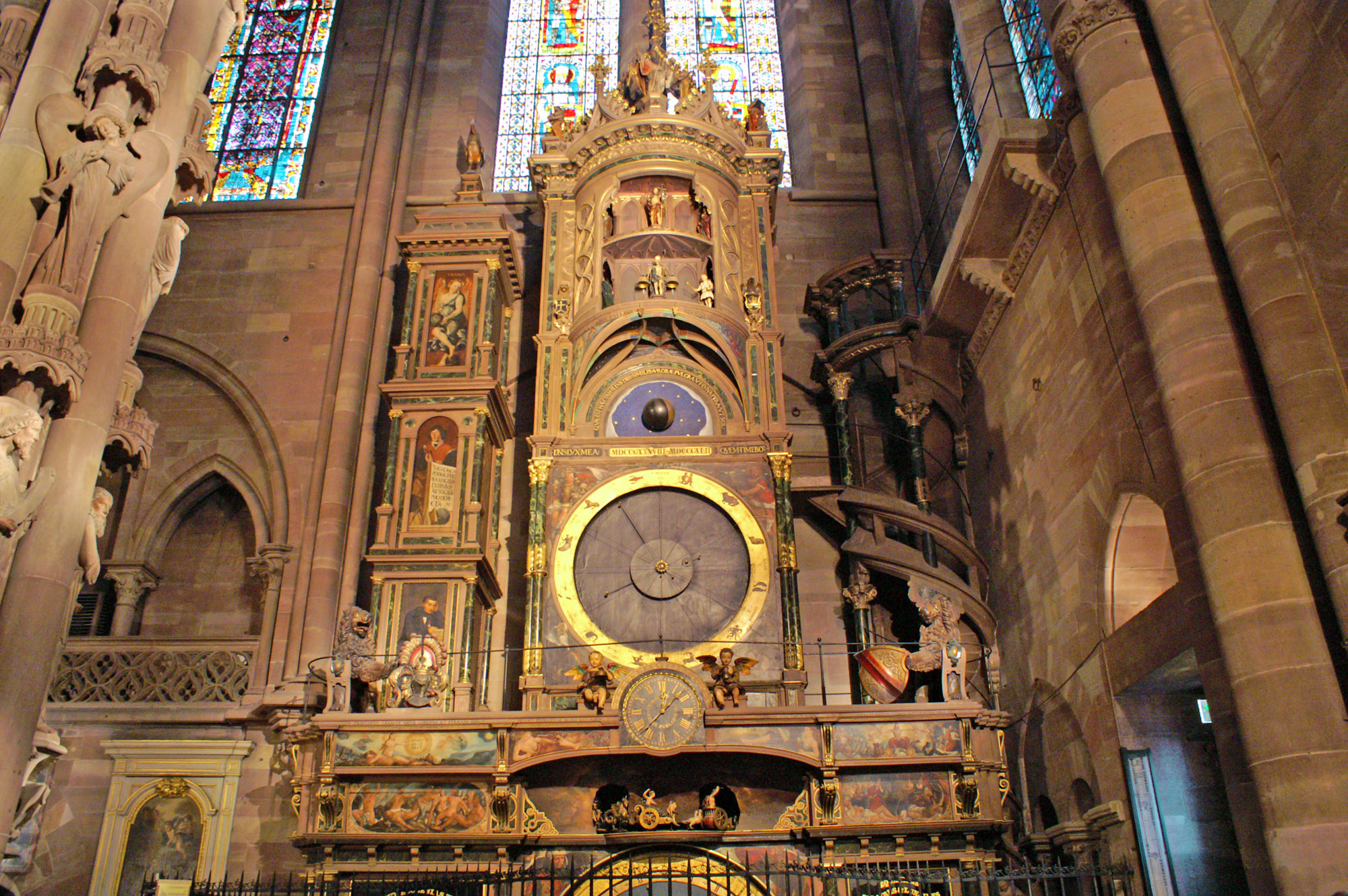
Астрономические часы кафедрального собора в Страсбурге

Родился в Фрауэнфельде, Швейцария, сын гуманиста и лексикографа Петра Дасиподия.
В 1568 году Дасиподий опубликовал работу о гелиоцентрической системе мира Николая Коперника, Hypotyposes orbium coelestium congruentes cum tabulis Alfonsinis et Copernici seu etiam tabulis Prutenicis editae a Cunrado Dasypodio.
В 1572—1574 годах по указаниям Дасиподия были построены знаменитые часы Страсбургского собора.
Дасиподий перевёл с греческого на латынь ряд сочинений Герона Александрийского.
Умер в Страсбурге в 1600 году.